# Profetizando às Nações (DVD)
Profetizando às Nações (Ao Vivo) é o segundo álbum de vídeo da cantora Fernanda Brum, gravado e lançado no ano de 2007, sendo o registro em DVD do álbum Profetizando às Nações. O DVD recebeu certificado de disco de ouro pela ABPD.

## Produção
DVD "Profetizando às Nações" de Fernanda Brum, é o segundo trabalho audiovisual da cantora. idealizado por Fernanda e dirigido por Marina de Oliveira. O DVD tem foco em missões e voltar ao primeiro amor, com participações de Arianne, Quatro por Um, Marcus Salles e Emerson Pinheiro.

## Faixas
- 1. Abertura
- 2. Profetizando às nações
- 3. Unção de Ousadia
- 4. Vale dos ossos secos
- 5. Vem com Tua Onda
- 6. Ele é por mim
- 7. Aos teus pés
- 8. Outra Vez - part. esp. Marcus Salles
- 9. Palavra Missionária com Emerson Pinheiro
- 10. Um Chamado - part. esp. Quatro por Um
- 11. Eu Vou (África)
- 12. Tudo pra mim
- 13. Redenção
- 14. Jesus, meu primeiro amor - part. esp. Arianne
- 15. Os olhos teus / Vasos de Alabastro
- 16. Peniel
- 17. Palavra de Cura
- 18. Filho de Davi
- 19. Ministração de cura e libertação
- 20. Batismo com o Espírito Santo
- 21. Apelo / Oração
- 22. Saída
- 23. Na Corte do Egito
- 24. Tudo que tem fôlego